# Georgi Pachedzhiev
Georgi Pachedzhiev (Sófia, 1 de março de 1916 — Sófia, 12 de abril de 2005) foi um futebolista e treinador búlgaro, que atuava como atacante.

## Carreira
Georgi Pachedzhiev comandou o elenco da Seleção Búlgara na Copa do Mundo de 1962 no Chile.